# Zawiat
Zawiat (dodatkowa nazwa w j. kaszub. Zôwiat) – wieś w Polsce, położona w województwie pomorskim, w powiecie bytowskim, w gminie Czarna Dąbrówka.
Wchodzi w skład sołectwa Otnoga.
Do 2024 r. miejscowość była przysiółek wsi Otnoga. W latach 1975–1998 przysiółek administracyjnie należał do województwa słupskiego.
Przysiółek położony jest na północno-wschodnim krańcu Parku Krajobrazowego Dolina Słupi nad północnym brzegiem jeziora Jasień.

## Historia
Do roku 1945 wieś znajdowała się w granicach III Rzeszy. 29 grudnia 1937 r., w ramach polityki germanizacji nazw miejscowych pochodzenia słowiańskiego, administracja nazistowska zastąpiła dotychczasową nazwę miejscowości Saviat ahistoryczną formą Seeblick.